# Calophya catillicola
Calophya catillicola (лат.) — вид мелких полужесткокрылых насекомых рода Calophya из семейства Calophyidae.

## Распространение
Встречаются в Неотропике (Аргентина, провинция Мендоса, от 1800 до 2200 м).

## Описание
Мелкие полужесткокрылые насекомые. Внешне похожи на цикадок, задние ноги прыгательные. Голова и грудь от тёмно-коричневых оттенков до почти чёрных, блестящие. Отросток щеки на вершинной половине и усики (за исключением двух вершинных члеников) беловатые. Ноги тёмно-коричневые с желтоватыми вершиной голени и базитарсусом. Передние крылья прозрачные, с беловатыми жилками. Брюшко, включая гениталии от зеленоватого до желтоватого цвета, сильно контрастируют с головой и грудью. Передние перепончатые крылья более плотные и крупные, чем задние; в состоянии покоя сложены крышевидно. Лапки имеют 2 сегмента. Антенны короткие, имеют 10 сегментов. Голова широкая как переднеспинка.
Взрослые особи и нимфы питаются, высасывая сок растений. В основном связаны с растениями рода шинус (Schinus) семейства анакардиевые. Вид был впервые описан в 2000 году швейцарским колеоптерологом Даниэлем Буркхардтом (Naturhistorisches Museum, Базель, Швейцария) и его коллегой Ив Бассетом (Smithsonian Tropical Research Institute, Панама).